# Aparecida d'Oeste
Aparecida d'Oeste es un municipio brasilero del estado de São Paulo. Su población recenseada en 2007 era de 4.577 habitantes.

## Geografía
- Área: 179,1 km²
- Altitud: 413 m

### Carreteras
- SP-563

## Demografía
| Población histórica del municipio | Población histórica del municipio | Población histórica del municipio | Población histórica del municipio |
| Año                               | Población                         |                                   | %±                                |
| --------------------------------- | --------------------------------- | --------------------------------- | --------------------------------- |
| 1970                              | 7919                              |                                   | —                                 |
| 1980                              | 5148                              |                                   | −35,0%                            |
| 1991                              | 5100                              |                                   | −0,9%                             |
| 2000                              | 4935                              |                                   | −3,2%                             |
| 2010                              | 4450                              |                                   | −9,8%                             |
| 2022                              | 4086                              |                                   | −8,2%                             |
| [ 5 ] [ 6 ] [ 7 ] [ 8 ]           |                                   |                                   |                                   |

Datos del Censo - 2000
Población total: 4.935
- Urbana: 3.665
- Rural: 1.270
- Hombres: 2.454
- Mujeres: 2.481

Densidad demográfica (hab./km²): 27,55
Mortalidad infantil hasta 1 año (por mil): 14,27
Expectativa de vida (años): 72,09
Tasa de fertilidad (hijos por mujer): 1,94
Tasa de alfabetización: 81,93%
Índice de Desarrollo Humano (IDH-M): 0,759
- IDH-M Salario: 0,680
- IDH-M Longevidad: 0,785
- IDH-M Educación: 0,811

(Fuente: IPEAFecha)

## Administración
- Prefecto: José de Oliveira (2005/2008)
- Viceprefecto: Florisvaldo Pereira Donato
- Presidente de la cámara: (2007/2008)

## Religión
El Cristianismo está presente en la ciudad de la siguiente manera:

### Iglesia Católica
La iglesia católica del municipio forma parte de la Diócesis de Jales.

### Iglesia Protestante
En la ciudad están presentes las más diversas creencias evangélicas, principalmente pentecostales, incluidas las Asambleas de Dios de Brasil (la iglesia evangélica más grande del país), Congregación Cristiana, entre otras. Estas denominaciones están creciendo cada vez más en todo Brasil.